# Worstead
Worstead – wieś w Anglii, w hrabstwie Norfolk, w dystrykcie North Norfolk. Leży 19 km na północny wschód od Norwich i 177 km na północny wschód od Londynu. Miejscowość liczy 862 mieszkańców.